# Sonata per pianoforte n. 29 (Beethoven)
La sonata per pianoforte n. 29 op. 106, denominata Hammerklavier, fu scritta fra il novembre 1817 e il marzo 1819 da Ludwig van Beethoven. È la sonata più lunga di Beethoven (1167 battute) e una delle più complesse dal punto di vista armonico e dell'impegno tecnico.

## Struttura
La sonata Op. 106 è suddivisa in quattro tempi:
1. Allegro
2. Scherzo: Assai vivace
3. Adagio sostenuto. Appassionato e con molto sentimento (in Fa# minore)
4. Largo — Allegro risoluto. Fuga a tre voci, con alcune licenze.

Tutti i movimenti sono distinti da un'interna dilatazione. Nell'Allegro iniziale abbiamo due gruppi tematici compositi, formati ciascuno da tre idee dissimili; ciò nonostante non c'è conflitto, bensì permanere delle stesse intenzioni sotto luci diverse.
Dopo lo scherzo (il movimento più breve di quest'opera), segue l'Adagio sostenuto, il quale sfrutta una germinazione consequenziale delle varie idee, secondo una continua logica di variazione.
Preceduto da una vasta introduzione, il finale consiste in una Fuga a tre voci, con alcune licenze, che mostra l'indagine minuziosa di tutti i più complessi artifici contrappuntistici; l'aggressività fonica cui Beethoven sottopone il materiale, tuttavia, sottrae alla fuga la sua abituale coesione.

## Analisi del Primo movimento
Il Primo movimento della sonata ha come metro due mezzi (tempo tagliato) nella tonalità di base di si bemolle maggiore. L'indicazione agogica (o tempo) indicata è “Allegro”. La struttura formale è quella classica della forma-sonata: Esposizione - Sviluppo - Ripresa.

### Esposizione
L'Esposizione occupa le prime 140 misure, dove s'individua il primo tema, un ponte modulante (da misura 36), un secondo gruppo tematico (da misura 64) e una breve coda (da misura 127).

#### Esposizione del tema principale
Questa esposizione, secondo i vari commentatori, può essere vista come una serie di idee musicali originate tutte dall'elemento ritmico iniziale, oppure come un "gruppo di temi principali". L'esposizione inizia subito con una "fanfara" in staccato e fortissimo che occupa due battute complete: questo è l'inciso da cui si originano tutte le idee del movimento. L'accordo su cui si basa è quello di tonica (con un pedale in forma di una triade di si bemolle maggiore); l'unica nota estranea all'accordo è il mi bemolle (sottodominante o quarto grado della scala, qui usata come nota di volta) che compare nell'ultimo quarto della battuta. Questa fanfara inizia con un salto (o intervallo) di "diciassettesima", ovvero di una terza trasposta due ottave sopra. L'inciso viene subito ripetuto spostando e innalzando di poco le note dell'accordo (la melodia è trasposta di una terza sopra, quindi la nota di volta è un sol e il salto iniziale diventa di "diciannovesima").[batt. 1-5]
A battuta 5 appare subito una transizione melodica nata dal ritmo dell'inciso iniziale. Un "episodio di evidente carattere quartettistico" che potrebbe essere inteso anche come "il tema principale propriamente detto". Si tratta di un serrato disegno contrappuntistico a tre parti reali che a misura 9 viene ripetuto un'ottava sopra e prolungato fino a misura 18. Nelle ultime sei misure un pedale sul fa porta ad una semicadenza sulla dominante (fa maggiore).[batt. 5-18]
L'accordo sulla dominante prepara l'entrata del "terzo elemento (conclusivo) del primo gruppo tematico". Questo consiste in progressioni ascendenti (quasi delle "divagazioni tematiche") nelle quali vengono combinati la fanfara iniziale e il tema melodico di misura 5. Anche questo episodio termina con una semicadenza sulla dominante. [batt. 18 - 35]
L'esposizione del primo gruppo tematico si conclude con la ripresa della fanfara iniziale dove nella seconda parte una modulazione introduce l'accordo di re maggiore (mediante) per preparare la tonalità (sol maggiore) entro cui gravitano i temi secondari e il ponte modulante. Re maggiore è infatti la dominante di sol maggiore. [batt. 36-39]

#### Ponte modulante e secondo gruppo tematico
In questa seconda parte dell'Esposizione (dedicata di norma al secondo tema) ancor più "ogni limitazione della forma è interamente abolita." Le successive 24 battute (da misura 40 a misura 63) sono un lungo pedale sul re; preparazione del sol maggiore tramite la sua dominante. Questo ponte modulante si conclude con l'accordo di re maggiore settima, mentre a misura 46 un cambio di armatura di chiave (da si bemolle maggiore a sol maggiore) prepara ulteriormente la tonalità di base del gruppo dei temi secondari.[batt. 39-46]
Alcuni commentatori già in questo ponte modulante individuano una prima idea secondaria scaturita da un accordo di settima di dominante di sol maggiore.[batt. 46-49]
In realtà il secondo tema si concretizza con maggior evidenza a misura 64 nella definitiva risoluzione della tonalità di sol maggiore. La conferma che questo è il secondo tema viene data dalla sua tonalità (sol maggiore). Tonalità che è stata preparata dalla sua dominante (re) in più occasioni: (1) modulazione a re maggiore nella seconda esposizione della "fanfara" a misura 38; (2) dal lungo pedale sul re del ponte modulante; (3) dal cambio di armatura di chiave. Questo tema è formato prevalentemente da terze discendenti e seste ascendenti.[batt. 64-69]
Un'altra idea (o anche "codetta del secondo tema") appare a misura 76. Questa consiste in una progressione su due misure di crome discendenti. La progressione inizia sulla settima di dominante (re maggiore settima) per risolvere sulla tonica (sol maggiore), sempre relativamente alla tonalità del secondo gruppo di temi. Questa progressione, dopo 17 misure, porta a una variante della "fanfara" iniziale in do maggiore (sottodominante di sol).[batt. 64-69]
La "fanfara" con il suo prolungamento porta a misura 101 ad un nuovo tema in sol maggiore "Piano, cantabile dolce ed espressivo". Per alcuni si tratta del vero e proprio secondo tema; soprattutto se contrapposto alla "fanfara" "impetuosa ed eroica", mentre per altri commentatori è l'inizio delle cadenze conclusive dell'esposizione. [batt. 100-106]
Il tema "dolce e espressivo" ripetuto in modo variato porta direttamente alle 14 battute conclusive della prima esposizione dei temi del movimento. Questa parte ha lo scopo di preparare il ritorno alla tonalità di base (si bemolle maggiore) soprattutto per la presenza dell'inciso iniziale ("piano" e semplificato) sulla nota si bemolle nelle ultime 5 battute di questa fase. In realtà il problema è anche quello di risolvere l'urto tra il si bemolle della tonica e il si naturale della sopradominante. Il problema del ritorno al si bemolle alla fine della prima esposizione (la seconda esposizione ovviamente inizia alla tonica) viene risolto da Beethoven suonando in fortissimo la nota si bemolle per ampliarla subito dopo con la terza si bemolle-re.[batt. 121-126]
Alla fine il segno del ritornello indica che tutta l'esposizione va ripetuta. Qui "Beethoven ha sentito la necessità del ritornello...non una mera ripetizione; ma di ricreazione infinitamente più ricca della struttura della prima parte." Ed ha sentito anche la necessità di un diverso finale per la ripetizione soprattutto per preparare la nuova tonalità (mi bemolle maggiore) dello sviluppo.

### Sviluppo
Lo Sviluppo inizia nella tonalità di mi bemolle maggiore (una terza sotto la tonalità della fine dell'esposizione - sol maggiore) e può essere diviso in quattro parti: (1) misure 144- 183, (2) misure 183-207, (3) misure 208-220, (4) misure 220-233. La prima parte dello sviluppo (misure 144 - 183) è una fuga a 4 voci su un motivo basato sulla "fanfara" iniziale. La prima entrata presenta il soggetto (o tema) in mi bemolle maggiore (la nuova tonica per questa sezione) e la risposta (risposta reale) nella sottodominante (la bemolle).[batt. 144-150]
A misura 153 abbiamo la seconda entrata: il soggetto alla dominante (si bemolle maggiore) e la risposta alla tonica (mi bemolle maggiore).[batt. 153-155]
A misura 162 abbiamo la terza entrata, un contrappunto quadruplo, ossia sia il soggetto che la risposta si presentano per terze parallele; mi bemolle - sol per il soggetto (mi bemolle / tonica) e do - mi bemolle (do minore / sopradominante) per la risposta. [batt. 162-166]
L'ultima entrata è a misura 173 e può essere considerata un "rivolto" dell'entrata precedente: il soggetto è in do minore (sopradominante), mentre la risposta è in fa minore (sopratonica); entrambi i temi sono condotti per terze parallele. [batt. 174-177]
La seconda parte dello sviluppo (misure 183 - 207) è il finale della fuga dove vengono messe in evidenza le prime due note del tema (stretti finali). Questa seconda parte si chiude su un pedale di re tenuto per 10 misure. L'ultimo ottavo dell'ultima battuta modula a si maggiore (preparazione armonica per la successiva parte).[batt. 198-207]
Nella terza parte dello sviluppo (misure 208 - 220) l'armatura di chiave è cambiata in re maggiore (due diesis). Il tema di questa terza parte è una ripresa variata del tema "Piano, cantabile dolce ed espressivo" di misura 101 della fase finale dell'esposizione esposto nella nuova tonalità di si maggiore. Un ulteriore cambiamento dell'armatura di chiave da re maggiore a si maggiore contraddistingue la quarta parte dello sviluppo (misure 220 - 233). Ritorna il tema della fuga (ossia il motto iniziale della fanfara) in fa diesis minore (dominante di si); siamo però lontanissimi dalla tonalità di partenza (si bemolle)!

### Ripresa e Coda finale
Tutto lo sviluppo (e anche prima l'esposizione) da un punto di vista armonico è realizzato su una struttura di terze discendenti: si bemolle/sol nell'esposizione, nello sviluppo si procede ulteriormente con mi bemolle/do/la bemolle, e nella fase finale con fa/re/si. Secondo la "vecchia convenzione" Beethoven avrebbe dovuto fermarsi al re per usarlo come quinto grado del sesto, ossia come dominante di sol minore e quindi passare al relativo maggiore (si bemolle maggiore) nella ripresa. L'aver presentato il materiale secondario nell'ambito della sopradominante (sol maggiore) al posto della dominante fa, cambia necessariamente l'applicazione del principio di presentare nella ripresa il materiale secondario alla tonica (l'importanza nel finale dello sviluppo data al si maggiore rende "eccezionalmente rilevante" l'area bemollizzata della sottodominante di sol bemolle maggiore/fa diesis maggiore). Quindi nella Ripresa il tema principale (la "fanfara") ritorna alla tonica (si bemolle) "non risolta" (battute 234 - 240). Dopo alcune battute (codetta dell'inciso o transizione melodica) ritorna l'episodio da misura 9 a 35 dell'esposizione con una modulazione da mi bemolle maggiore a mi bemolle minore (con la ripetizione dell'episodio) e quindi decisamente a sol bemolle maggiore (dopo una terza ripetizione). [batt. 242-257]
Questo episodio si conclude con il ritorno della fanfara nella tonalità di si minore (massima tensione e massima distanza dalla tonalità di partenza) preparata dal fa diesis della misura precedente e con il cambio dell'armatura di chiave in re maggiore. Tensione subito risolta con una discesa per terze fino al fa basso (fa minore settima - dominante della tonalità di base). Nel frattempo un altro cambio dell'armatura di chiave in si bemolle maggiore prepara il ritorno definitivo alla tonica.[batt. 273-284]
Finalmente il gruppo di temi secondari possono presentarsi alla tonica come previsto dalla forma sonata. Ritorna quindi il ponte modulante (misure 284 - 302) e il gruppo di temi secondari a misura 302 fino alla "fanfara" variata di misura 331 in mi bemolle maggiore e alle cadenze conclusive del secondo gruppo di temi.
A misura 339 nella tonalità di si bemolle maggiore appare il tema della codetta dei temi secondari (nell'esposizione, misura 101 e seguenti, il tema era armonizzato in sol maggiore). Il suo prolungamento da misura 351 a misura 369 porta direttamente alla Coda finale. Questa occupa le ultime 42 misure ed è formata da due parti: (1) misure 369 - 383, è un prolungamento del secondo tema, in particolare del tema della codetta a misura 339 con l'aggiunta di due trilli (uno scritto per esteso do bemolle/si bemolle, e l'altro si bemolle/do bequadro); (2) misure 384 - 412, con il ritorno della "fanfara" iniziale in un violento contrasto di piano e forte. Le ultime battute sono caratterizzate dalla ripetizione delle prime tre note dell'inciso che dal piano raggiungono il ppp per poi concludere con un accordo in fortissimo sulla tonica (si bemolle) seguito da un'ottava all'unisono sulla nota si bemolle.

### Schema riassuntivo
| Parte       | Sezione                                                                                  | Sottosezione                                                       | Grado                                                    | Tonalità                                  | Battute:da-a |
| ----------- | ---------------------------------------------------------------------------------------- | ------------------------------------------------------------------ | -------------------------------------------------------- | ----------------------------------------- | ------------ |
| Esposizione | Tema principale                                                                          | Inciso fondamentale del movimento                                  | I (tonica)                                               | si b magg.                                | 1 – 5        |
| Esposizione | Tema principale                                                                          | Tema (o transizione melodica) basato sull'inciso                   | I (tonica)                                               | si b magg.                                | 5 - 9        |
| Esposizione | Tema principale                                                                          | Ripetizione (un'ottava sopra) con prolungamento sulla dominante    | I (tonica) => V (dominante)                              | si b magg. => fa magg.                    | 9 - 17       |
| Esposizione | Tema principale                                                                          | Divagazioni tematiche o codetta del tema                           | I (tonica) => V (dominante)                              | si b magg. => fa magg.                    | 18 - 35      |
| Esposizione | Tema principale                                                                          | Conclusione con il ritorno all'inciso iniziale                     | I (tonica) => III (mediante)                             | si b magg. => re magg.                    | 36 - 39      |
| Esposizione | Ponte modulante                                                                          | Modulazione verso l'armonia dei temi secondari                     | III (mediante) => VI (sopradominante)                    | re magg. => sol magg.                     | 39 - 45      |
| Esposizione | Ponte modulante                                                                          | Tema del ponte modulante                                           | Settima di dominante della nuova armonia                 | re magg. settima (dominante di sol magg.) | 46 - 63      |
| Esposizione | Gruppo di temi secondari                                                                 | Secondo tema                                                       | VI (sopradominante)                                      | sol magg.                                 | 64 - 75      |
| Esposizione | Gruppo di temi secondari                                                                 | Altra idea secondaria (o codetta al tema)                          | III 7a (sett. di dom.) => VI (sopradominante)            | re magg. settima => sol magg.             | 76 - 92      |
| Esposizione | Gruppo di temi secondari                                                                 | Conclusione sull'inciso variato                                    | II (sopratonica)                                         | do magg.                                  | 92 - 100     |
| Esposizione | Coda dell'Esposizione                                                                    | Tema della coda (o ultima idea secondaria) e prolungamento         | VI (sopradominante)                                      | sol magg.                                 | 101 - 122    |
| Esposizione | Coda dell'Esposizione                                                                    | Breve cenno all'inciso iniziale                                    | I (tonica)                                               | si b magg.                                | 122 - 126    |
| Ritornello  | Ripetizione integrale dell'Esposizione                                                   |                                                                    |                                                          |                                           |              |
| Ritornello  | Seconda conclusione del ritornello                                                       | Tema fondamentale                                                  | VI (sopradominante) => IV (sottodominante)               | sol magg. => mi b magg.                   | 127 - 143    |
| Sviluppo    | Prima parte: Fuga (Nuova tonalità: mi bemolle maggiore)                                  | Prima entrata della fuga (soggetto/risposta)                       | I (tonica)/IV (sottodominante)                           | mi b magg./la b. magg.                    | 144 - 153    |
| Sviluppo    | Prima parte: Fuga (Nuova tonalità: mi bemolle maggiore)                                  | Seconda entrata della fuga (soggetto/risposta)                     | V (dominante)/I (tonica)                                 | si b magg./mi b magg.                     | 153 - 162    |
| Sviluppo    | Prima parte: Fuga (Nuova tonalità: mi bemolle maggiore)                                  | Terza entrata della fuga per terze parallele (soggetto/risposta)   | I (tonica)/IV (sopradominante)                           | mi b magg./do minore                      | 162 - 173    |
| Sviluppo    | Prima parte: Fuga (Nuova tonalità: mi bemolle maggiore)                                  | Quarta entrata della fuga per terze parallele (soggetto/risposta)  | IV (sopradominante)/II (sopratonica)                     | do minore/fa minore                       | 174 - 183    |
| Sviluppo    | Seconda parte: conclusione del fugato (Ritorno al a tonica di base: si bemolle maggiore) | Stretti finali                                                     | III (mediante) => I (tonica naturale)                    | re => si                                  | 184 - 207    |
| Sviluppo    | Terza parte                                                                              | Tema finale dell'esposizione                                       | I (tonica naturale)                                      | si maggiore                               | 208 - 220    |
| Sviluppo    | Quarta parte                                                                             | Ritorno del tema della fuga                                        | V (dominante innalzata)                                  | fa diesis minore                          | 221 - 233    |
| Ripresa     | Tema principale                                                                          | Inciso fondamentale del movimento                                  | I (tonica)                                               | si b magg.                                | 234 - 237    |
| Ripresa     | Tema principale                                                                          | Tema (o transizione melodica) basato sull'inciso                   | IV (sottodominante)                                      | mi b maggiore                             | 237 - 241    |
| Ripresa     | Tema principale                                                                          | Ripetizione della transizione melodica                             | IV (sottodominante minore)                               | mi b minore                               | 241 - 245    |
| Ripresa     | Tema principale                                                                          | Ulteriore ripetizione della transizione melodica                   | VI (sopradominante abbassata)                            | sol b maggiore                            | 245 - 255    |
| Ripresa     | Tema principale                                                                          | Divagazioni tematiche                                              | VI (sopradominante abbassata) => V (dominante innalzata) | sol bemolle => fa diesis                  | 256 - 273    |
| Ripresa     | Tema principale                                                                          | Conclusione con il ritorno all'inciso iniziale e discesa per terze | I (tonica innalzata) => V (settima di dominante)         | si minore => fa maggiore settima          | 274 - 284    |
| Ripresa     | Ponte modulante                                                                          | Tema del ponte modulante (misure 46-63 dell'esposizione)           | V (settima di dominante)                                 | fa maggiore settima                       | 284 - 301    |
| Ripresa     | Grupp di temi secondari                                                                  | Secondo tema                                                       | I (tonica)                                               | si b magg.                                | 302 - 313    |
| Ripresa     | Grupp di temi secondari                                                                  | Altra idea secondaria (o codetta al tema)                          | V (settima di dom.) => I (tonica)                        | fa magg. settima => si b magg.            | 314 - 329    |
| Ripresa     | Grupp di temi secondari                                                                  | Conclusione sull'inciso variato                                    | IV (sottodominante)                                      | mi b magg.                                | 330 - 338    |
| Ripresa     | Grupp di temi secondari                                                                  | Tema della coda (o ultima idea secondaria) e prolungamento         | I (tonica)                                               | si b magg.                                | 339 - 368    |
| Coda finale | Prima parte                                                                              | Ripresa del tema a misura 339 con l'aggiunta di trilli             | I (tonica)                                               | si b magg.                                | 369 - 383    |
| Coda finale | Seconda parte                                                                            | Tema fondamentale forte/piano e conclusione                        | I (tonica)                                               | si b magg.                                | 384 - 412    |

## Analisi del Secondo movimento
Il Secondo movimento della sonata ha come metro tre quarti nella tonalità di base di si bemolle maggiore. L'indicazione agogica (o tempo) indicata è “Assai vivace”. La struttura formale è quella di uno scherzo (o minuetto): Scherzo (esposizione e sviluppo) - Trio - Ripresa dello scherzo.

### Scherzo
Lo Scherzo è impostato su tre frasi ripetute, o anche secondo altri commentatori su un tema (prima frase con ripetizione) e su un secondo periodo (seconda frase e di seguito terza frase) con ripetizione dell'intero periodo; questa parte può essere recepita anche come un semplice sviluppo del tema. Il tema (prima frase) occupa 7 misure ("si potrebbe descrivere come una normale frase standard di 8 misure in cui è omessa la settima"); la frase inizia alla tonica (si bemolle maggiore) e si conclude alla dominante (fa maggiore) preceduta da un accordo di do maggiore settima (settima di dominante della dominante). Tutto il tema è interessato all'intervallo di terza che rimbalza da un inciso all'altro, prima in discesa e poi in salita. [batt. 1-8]
Il tema (o prima frase) viene ripetuto un'ottava sopra (misure 8 - 15) sempre con la stessa armonizzazione. La seconda frase (da misura 15 a misura 23) è più regolare (8 battute) e può essere divisa in due parti. La prima parte ripropone l'inciso per quattro volte su un pedale di dominate (fa), mentre la seconda parte è la conclusione logica della prima. In questa fase si nota anche come Beethoven abilmente sfrutti l'urto tra si bemolle e si naturale: l'inizio della frase ha un accordo di quinta diminuita (si minore quinta diminuita). [batt. 15-23]
Segue la terza frase (nuovamente di 7 misure da 24 a 31). Anche in questa frase abbiamo l'alternanza tra si naturale (prima nota della frase) e alla fine si bemolle come una risoluzione dopo una discesa per quarte del basso (sol - do - fa - sib). [batt. 24-31]
La seconda e la terza frase vengono ripetute un'ottava sopra.

### Trio
Un cambio in armatura di chiave indica una nuova tonalità: si bemolle minore. Ed è con questa tonalità che inizia la prima frase del Trio (in tutto il trio si compone di quattro frasi) per terminare nella tonalità relativa maggiore (re bemolle maggiore).[batt. 48-56]
La seconda frase è simile alla prima con le seguenti modifiche: gli arpeggi ora sono assegnati alla mano destra, mentre la mano sinistra esegue il tema; il trattamento armonico è lo stesso (si bemolle minore => re bemolle maggiore) ma in primo rivolto.; inoltre la prima nota di ogni terzina (mano destra) corrisponde al tema a canone ad una misura di distanza.[batt. 56-62]
La terza e quarta frase ripetono le prime due, ma iniziano con la relativa maggiore (re bemolle maggiore) per chiudere con la tonica del trio (si bemolle minore).

### Ritorno dello scherzo
Il ritorno allo Scherzo iniziale (o transizione) è preparato dalle successive 33 misure. Il tempo da tre-quarti cambia in due-quarti per presentare per tre volte una frase di 8 misure. La prima frase (misure 83 - 90) a note staccate e senza armonizzazione inizia in si bemolle minore (la tonica minore del trio) e termina nella dominante minore (fa minore); la seconda frase (misure 91 - 98) dalla dominante ritorna alla tonica, mentre il tema viene esposto dalla mano sinistra con un accompagnamento in controtempo della mano destra; la terza frase che inizia a misura 99 nella tonica minore (si bemlle minore), si presenta più ricca di note con un'armonizzazione di ottave spezzate al basso e termina sul fa maggiore.[batt. 83-101]
L'ultima frase si prolunga per altre 11 battute durante le quali viene cambiata l'armatura di chiave in si bemolle maggiore a misura 109, e il tempo in tre-quarti a misura 115. Da misura 109 a misura 113 una discesa di terze, che ricoprono 5 ottave della tastiera, porta l'armonia sul fa maggiore (semicadenza sulla dominante); quindi una scala ascendente in fa maggiore ("Prestissimo") si conclude con due misure di tremolo armonizzato su un accordo di nona minore (fa nona minore - per l'accordo completo manca solamente la nota do).[batt. 109-116]
A misura 117 riprende lo scherzo con poche modifiche. La coda inizia a misura 163 come proseguimento della ripetizione dell'ultima frase. A note ribattute in staccato si succedono strettamente il si bemolle (forte) e il si naturale (piano) "comprimendo (Beethoven) in pochissimo spazio con una violenza considerevole l'opposizione di due suoni che già era stata formulata nel primo movimento". Segue "un poco ritardando" dove un fa diesis mantiene l'armonia del si naturale che viene confermata dal "presto" successivo dove un "furioso" crescendo della nota si suonata per 15 volte si risolve in un'ennesima repentina virata sul si bemolle in "fortissimo". L'inciso iniziale del tema dello scherzo percorrendo lo spazio di tre ottave in ascesa chiude quasi umoristicamente il movimento.

### Schema riassuntivo
| Parte       | Sezione                     | Grado                                                  | Tonalità                               | Battute:da-a |
| ----------- | --------------------------- | ------------------------------------------------------ | -------------------------------------- | ------------ |
| Scherzo     | Prima frase                 | I (tonica) => V (dominante)                            | si b magg. => fa magg.                 | 1 – 8        |
| Scherzo     | Prima frase (ripetizione)   | I (tonica) => V (dominante)                            | si b magg. => fa magg.                 | 8 - 15       |
| Scherzo     | Seconda frase               | V (dominante) => I (tonica aumentata)                  | fa magg. => si minore                  | 15 - 23      |
| Scherzo     | Terza frase                 | I (tonica aumentata) => I (tonica)                     | si minore => si b magg.                | 24 - 31      |
| Scherzo     | Seconda frase (ripetizione) | V (dominante) => I (tonica aumentata)                  | fa magg. => si minore                  | 31 - 39      |
| Scherzo     | Terza frase (ripetizione)   | I (tonica aumentata) => I (tonica)                     | si minore => si b magg.                | 40 - 47      |
| Trio        | Prima frase                 | I (tonica minore) => III (relativa maggiore)           | si b minore => re b magg.              | 48 - 56      |
| Trio        | Seconda frase               | I (tonica minore) => III (relativa maggiore)           | si b minore => re b magg.              | 56 - 65      |
| Trio        | Prima frase (ripetizione)   | III (relativa maggiore) => I (tonica minore)           | re b magg. => si b minore              | 56 - 73      |
| Trio        | Seconda frase (ripetizione) | III (relativa maggiore) => I (tonica minore)           | re b magg. => si b minore              | 73 - 82      |
| Transizione | Prima frase                 | I (tonica minore) => V (dominante minore)              | si b minore => fa minore               | 83 - 90      |
| Transizione | Seconda frase               | V (dominante minore) => I (tonica minore)              | fa minore => si b minore               | 91 - 98      |
| Transizione | Terza frase                 | I (tonica minore) => V (dominante maggiore)            | si b minore => fa maggiore             | 99 - 108     |
| Transizione | Quarta frase                | V (dominante maggiore) => V (nona minore di dominante) | fa maggiore => fa 9a minore            | 109 - 116    |
| Scherzo     | Prima frase                 | I (tonica) => V (dominante)                            | si b magg. => fa magg.                 | 117 – 124    |
| Scherzo     | Prima frase (ripetizione)   | I (tonica) => V (dominante)                            | si b magg. => fa magg.                 | 124 - 131    |
| Scherzo     | Seconda frase               | V (dominante) => I (tonica aumentata)                  | fa magg. => si minore                  | 131 - 139    |
| Scherzo     | Terza frase                 | I (tonica aumentata) => I (tonica)                     | si minore => si b magg.                | 140 - 147    |
| Scherzo     | Seconda frase (ripetizione) | V (dominante) => I (tonica aumentata)                  | fa magg. => si minore                  | 147 - 155    |
| Scherzo     | Terza frase (ripetizione)   | I (tonica aumentata) => I (tonica)                     | si minore => si b magg.                | 156 - 163    |
| Coda        |                             | I (tonica)                                             | si bemolle /si naturale => si b minore | 163 - 178    |

## Analisi del Terzo movimento
Il Terzo movimento della sonata ha come metro sei ottavi nella tonalità di base di fa diesis minore. L'indicazione agogica (o tempo) indicata è “Adagio e sostenuto - Appassionato e con molto sentimento”. La struttura formale è quella classica della forma-sonata: Esposizione - Sviluppo - Ripresa.

### Esposizione
L'Esposizione occupa le prime 69 misure, in esse si individua il primo tema (misure 1 - 26), un ponte modulante (da misura 27), un secondo gruppo tematico (da misura 42) e una breve coda (misure 61 -69).

#### Esposizione dei temi
Questo "adagio" è considerato "la composizione per pianoforte di Beethoven più granitica e grandiosa". Il Tema principale è preparato da due note iniziali: la - do diesis. Quasi una modulazione da si bemolle maggiore (tonalità del movimento precedente) a fa diesis minore (la tonalità di base dell'adagio). In effetti queste due note furono aggiunte da Beethoven pochi giorni prima della pubblicazione della sonata distanziando così l'"adagio" e "collocandolo al di sopra o dell'eroica estroversione del primo movimento o della chiassosa burla dello Scherzo". A misura 2 inizia quindi, su un accordo della tonica (fa diesis minore), la lunga e appassionata melodia dell'"adagio". [batt. 1-5]
La tonalità dell'"adagio" (fa diesis minore) di seguito a quella dello scherzo (si bemolle maggiore) è quasi una costante nelle ultime opere di Beethoven: ossia il passaggio al sesto grado abbassato (fa diesis = sol bemolle). Ma ancor più notevole è il passaggio armonico dopo tredici misure dall'inizio: dalla dominante maggiore (do diesis maggiore) alla sopratonica abbassata (sol maggiore) passando per un accordo di dominante minore quinta diminuita (do diesis minore quinta diminuita). Se nelle precedenti tredici misure il tema manifestava dolore, ora esprime consolazione e rinascita.[batt. 13-16]
Il passaggio di cui sopra viene ripetuto a misura 21 e seguenti. Ripetizione che "impedisce di considerare l'Adagio un movimento in qualche modo evocatore di infinita lamentazione, e tanto meno di disperazione" totale. A misura 27 inizia una "transizione modulante al tema secondario basata sul materiale del tema principale" nella tonalità principale (fa diesis minore). "Ora il ritmo si fa più serrato e la scrittura appare più complessa". Sulle armonie in "staccato" della mano sinistra (e una voce intermedia in ritmo sincopato) appare una distesa melodia "con grand'espressione".[batt. 27-31]
I cromatismi appena accennati, i trilli, i passaggi rapidi tra note "lunghe" e "brevi", le terzine contrapposte ai tempi binari, i ritardandi e altro "richiamano alla memoria i grandi movimenti lenti dell'epoca barocca, ma anche preannunciano direttamente lo stile cantabile estremamente fiorito di Chopin". Un crescendo "a poco a poco" modula la melodia verso un pedale di la (misure 39 - 41) che con un cambio di armatura di chiave e una cadenza sull'accordo di la maggiore settima (a misura 43), prepara l'ambiente tonale del secondo gruppo di temi: re maggiore (il la è la dominante di re).
Il secondo tema (da misura 45) in re maggiore (una terza maggiore sotto la tonalità d'impianto del movimento) si sviluppa su 8 battute con 4 frasi a specchio: la prima frase si presenta al basso e quindi viene ripetuta al tenore; stessa cosa per la seconda frase. Nella ripetizione inoltre la melodia viene raddoppiata all'ottava. Questa melodia "porta uno spirito di serenità contemplativa al vago ma tormentoso procedere del discorso melodico precedente".[batt. 44-47]
Un prolungamento del tema (o codetta) fatto di scale per moto contrario (misure 53 - 56) porta direttamente alla coda dell'esposizione (misure 57 - 69): un tema "misterioso e solenne", quasi un "inno accordale", che con un rapido crescendo dinamico porta direttamente allo sviluppo dei temi finora esposti.

#### Sviluppo e Ripresa
Lo sviluppo è breve (solamente 18 battute, da misura 69 a misura 86) ed è basato unicamente sul materiale del tema principale; tema che appare prima nella mano destra a misura 69 e poi nella sinistra a misura 73.[batt. 69-73]
Come in altre parti della sonata, in questo sviluppo le varie linee melodiche scendono per una lunga catena di terze (in poche battute ci sono quattro cambi delle armature di chiave) fino a raggiungere il do diesis nel registro grave con un accordo di nona di dominante minore (do diesis minore nona). A questo punto rientra il tema fondamentale (Ricapitolazione) con una ricca ornamentazione in trentaduesimi.[batt. 86-88]
La particolare tecnica di ornamentazione usata da Beethoven in questo caso deriva dalle tecniche di variazione di Haydn: "una figurazione caratteristica che muta continuamente il disegno per adattarsi al contorno della melodia sottostante". A misura 104 si ha un ritorno abbreviato del tema (similmente alla misura 18 dell'esposizione) nell'armonia della settima di dominante e, sempre come nell'esposizione, dopo 9 misure e un lungo "ritardando", si presenta il tema della transazione verso il secondo gruppo tematico. Nell'esposizione l'armonia era quella della tonica (fa diesis minore), ora è quella della sopradominante (re maggiore) "conferendo un pathos ancora più intenso". [batt. 104-113]
L'obbiettivo di questa fase è quello di preparare l'entrata dei temi secondari nell'area della tonica (come previsto dalle norme). Quindi prima a misura 117 una modulazione alla sottodominante minore (si minore) e poi a misura 125 un cambio di armatura di chiave porta l'armonia nella tonica maggiore (fa diesis maggiore). Ed è in questa tonalità che si presenta il gruppo di temi secondari a misura 129, preparato anche da un accordo di do diesis maggiore settima (settima di dominante maggiore) a conclusione della fase precedente. Di seguito (dalla misura 138) abbiamo la codetta del secondo tema e subito dopo (analogamente all'esposizione) la coda della ripresa da misura 142 fino a misura 153.

#### Coda finale
A misura 154 ritorna il tema fondamentale, ma questa volta è per denotare l'inizio della Coda finale. La Coda finale può essere suddivisa in cinque parti. Nella prima viene presentato il tema principale (o parte di esso) subito modulato in si minore. Ma dopo due misure il tema principale si interrompe e (seconda parte della coda finale) una nuova modulazione a sol maggiore (sopratonica) fa entrare (a misura 158) il secondo tema in questa tonalità.[batt. 154-158]
Il secondo tema viene sviluppato per sette misure fino ad un culmine "orchestrale" su un accordo di settima diminuita di si diesis. Nel contempo Beethoven utilizza un procedimento chiamato "Bebung" "che consiste nel ripetere più volte una nota accentuandola fortemente sul tempo debole", mentre la mano sinistra produce dei drammatici accordi spezzati. A questa fase fortemente concitata fa seguito improvvisamente il ritorno del tema principale a una corda ossia in "pianissimo" nella tonalità iniziale di fa diesis minore (terza parte della coda finale) [batt. 165-166]
Nella quarta parte della coda (misure 174 -180) c'è il richiamo al tema della transizione (battute 27 e seguenti). Mentre nella quinta (da misura 180 fino alla fine) si fa sentire per l'ultima volta le prime due misure del tema fondamentale. Il movimento si conclude sugli arpeggi di fa diesis maggiore.

### Schema riassuntivo
| Parte           | Sezione                           | Grado                                                       | Tonalità                         | Battute:da-a |
| --------------- | --------------------------------- | ----------------------------------------------------------- | -------------------------------- | ------------ |
| Esposizione     | Tema fondamentale                 | I (tonica)                                                  | fa diesis minore                 | 1 - 26       |
| Esposizione     | Transizione modulante             | I (tonica) => III (mediante)                                | fa diesis minore => la magg.     | 27 - 44      |
| Esposizione     | Secondo tema                      | VI (sopradominante)                                         | re maggiore                      | 44 - 53      |
| Esposizione     | Codetta del secondo tema          | VI (sopradominante)                                         | re maggiore                      | 53 - 56      |
| Esposizione     | Coda dell'esposizione             | => tonica                                                   | => fa diesis                     | 57 - 69      |
| Sviluppo        |                                   | I (tonica) => V (dominante)                                 | fa diesis => do # minore nona    | 69 - 86      |
| Ricapitolazione | Tema fondamentale                 | I (tonica)                                                  | fa diesis minore                 | 87 - 112     |
| Ricapitolazione | Transizione modulante             | VI (sopradominante) => IV (sottodominante) => V (dominante) | re magg. => si minore => do # 7a | 113 - 129    |
| Ricapitolazione | Secondo tema                      | I (tonica)                                                  | fa # maggiore                    | 129 - 138    |
| Ricapitolazione | Codetta del secondo tema          | I (tonica)                                                  | fa # maggiore                    | 138 - 141    |
| Ricapitolazione | Coda dell'esposizione             | I (tonica)                                                  | fa # maggiore                    | 142 - 153    |
| Coda finale     | Parte I (tema principale)         | => IV (sottodominante)                                      | si minore                        | 154 - 158    |
| Coda finale     | Parte II (secondo tema)           | II (sopratonica) => IV (sottodominante aumentata)           | sol maggiore => si # 7a dim      | 158 - 165    |
| Coda finale     | Parte III (tema principale)       | I (tonica maggiore)                                         | fa # magg.                       | 166 - 174    |
| Coda finale     | Parte IV (tema della transizione) | I (tonica maggiore)                                         | fa # magg.                       | 174 - 180    |
| Coda finale     | Parte V (tema principale)         | I (tonica maggiore)                                         | fa # magg.                       | 180 - 187    |

## Analisi del Quarto movimento
Il quarto movimento consiste in una fuga preceduta da una libera introduzione.

### Introduzione alla fuga
L'introduzione, che occupa le prime 41 misure del movimento, è un "Largo" interrotto da vari andamenti. Questa parte è decisamente aformale con continue improvvisazioni, cambi di tempo e di armonie. Nella parte iniziale sono soppresse persino le sbarre di divisione tra battuta e battuta: "una delle tante prove dell'insofferenza del Maestro per ogni limitazione". Lo schema di questo "Largo" è caratteristico dell'ultimo periodo creativo dell'Autore: il "recitativo", quasi una libera improvvisazione, ma vincolato da una struttura armonica ben precisa; l'impiego della tastiera nelle zone più estreme per ricreare atmosfere misteriose; arpeggi e ritmi frammentari, e altro ancora. In questa parte preparatoria alla fuga si possono individuare 4 fasi: (1) introduzione e primo interludio (misure 1 - 12); (2) secondo interludio (misure 12 - 19); (3) terzo interludio (misure 20 - 29); (4) quarto interludio e introduzione alla fuga (misure 29 - 41). In questa analisi le battute omesse da Beethoven sono state ripristinate con il metro di 4/16 secondo l'edizione critica di Alfredo Casella.

#### Introduzione e primo interludio
Il metro è quattro quarti nella tonalità di base (= armatura di chiave) di si bemolle maggiore. L'indicazione agogica (o tempo) indicata è “Largo”.
L'accordo di fa diesis maggiore conclusivo dell'Adagio precedente si trasforma in un arpeggio di fa ("dolce") introducendo così, per il momento, la tonalità di fa maggiore. Il fa di questo arpeggio diventerà la nota iniziale della fuga. Un altro simile arpeggio si avrà a misura 29 (inizio del quarto interludio) ma sulla nota la. Lo spazio armonico che quindi si crea tra il primo fa e il successivo la, viene riempito fondamentalmente dal basso che discende per terze; quindi terminato l'arpeggio sul fa, il basso discende sul re bemolle, si bemolle e sol bemolle, mentre risuonano misteriosi accordi in contrattempo. [batt. 1-6]
Il sol bemolle nel basso fa da base ad un accordo di sol bemolle maggiore sul quale appare un primo cenno della fuga: un passaggio imitativo a tre voci lento e semplice. Questo episodio si conclude con il ritorno del basso che scende per terze: sol bemolle, mi bemolle e si naturale.[batt. 6-9]
L'andamento del basso (discesa per terze) ricorda lo stesso procedimento nella fase di sviluppo dell'Adagio precedente, "certamente un'attestazione di parentela altrettanto decisiva quanto quelle richieste agli esseri umani per provare una comune paternità".

#### Secondo interludio
Il secondo interludio coincide con un cambio di armatura di chiave (da si bemolle a sol diesis minore). Con "un poco più vivace" ritorna lo stile contrappuntistico del primo "Settecento" a quattro voci che si chiude con l'ennesima proposta del basso sul si naturale come s'era fermato alla fine del primo interludio. Ma un improvviso forte accordo di sol diesis minore arresta di colpo il fugato, come a dire "Nicht diese Töne": lo stile bachiano va rinnovato![batt. 12-19]

#### Terzo interludio
Il terzo interludio inizia in sol diesis minore con un "Allegro" di 5 misure subito arrestato bruscamente per far posto alla figurazione del basso che prosegue il suo "viaggio" nelle terze in discesa: sol diesis, mi, do diesis e la (punto d'arrivo). [batt. 20-28]

#### Quarto interludio e introduzione alla fuga
Nel quarto interludio il metro è tre quarti nella tonalità di base (= armatura di chiave) di la maggiore. L'indicazione agogica (o tempo) indicata è "Tempo I", ossia “Largo”.
L'arpeggio iniziale sulla nota la si trasforma in un accordo di settima di dominante (mi maggiore settima) di la che scende fino al registro più grave e termina con un trillo sulla nota mi (dominante dell'armonia di base seguente: la maggiore). Inizia qui un ulteriore movimento del basso per terze in discesa (da un punto di vista intervallare), mentre la sonorità oscilla ora verso le note gravi, ora verso quelle acute fino a raggiungere (con un ultimo salto di quarta) il "Prestissimo" sul la maggiore di misura 35 (accordo che viene suonato sette volte nella mano destra e cinque in quella sinistra). [batt. 29-36]
Le ultime cinque misure da 37 a 41 ("Allegro risoluto") introducono decisamente la fuga con un pedale di fa maggiore dominante di si bemolle maggiore (armonia della fuga) dove in "nuce" è riconoscibile il "soggetto". [batt. 37-41]

### Fuga
Il metro della Fuga è tre quarti nella tonalità di base (= armatura di chiave) di si bemolle maggiore. L'indicazione dell'Autore è "Fuga a tre voci con alcune licenze", infatti non si tratta di una classica fuga, bensì Beethoven asseconda la forma della fuga al suo pensiero per trovare "nella forma più tipica contrappuntistica, il suo mezzo di espressione più aderente", ma non appena si sente limitato dalla forma stessa "egli la evolve in una visione più larga e più complessa che gli ha consentito alcune libertà".
La struttura della forma della fuga è combinata con il rondò e una serie di variazioni. A parte la fuga, sia il rondò che le variazioni sono tipiche forme tradizionali per un finale di sonata. Anche in questo movimento, come nei precedenti, ogni nuova variazione scende di una terza.
In questa fuga si individuano fino a sei episodi (o parti libere) inframezzati da sezioni di vario carattere compresi i ritorni del tema della fuga. L'individuazione delle varie sezioni (e episodi) non sempre è facile e spesso i vari commentatori fanno scelte diverse una dall'altra. Generalmente ogni episodio è diviso dall'altro dal ritorno del tema della fuga (ma non sempre); per alcuni questo ritorno segna l'inizio dell'episodio, per gli altri la fine. Altri commentatori considerano ad esempio l'interludio a misura 70 un ulteriore episodio. Alla fine queste difficoltà dimostrano l'insofferenza di Beethoven per gli schemi troppo rigidi, e anche come le musiche del suo ultimo periodo creativo siano dotate di una "visione più larga e più complessa".

#### Esposizione della fuga
Il tema (o soggetto della fuga) inizia con un salto di decima (fa sotto il do centrale - la sopra il do centrale) seguito da un trillo fortemente accentato sul tempo debole della battuta; quindi tre arpeggi in discese a intervallo di terza (sib - sol - mi b) preparano di seguito sei misure di quartine di semicrome.[batt. 1-5]
La "Risposta" (o seconda voce) si presenta a misura 11 ed è esposta nella tonalità della dominante (fa maggiore). Il controsoggetto (in proseguimento della prima voce) conferma, con l'energico salto di ottava, lo spirito aggressivo introdotto dal tema della fuga. Anche il controsoggetto si presenta con una discesa di terze. [batt. 11-15]
Con l'ultima entrata del tema (terza voce), a misura 20, si ritorna alla tonica (si bemolle maggiore), mentre in proseguimento della seconda voce appare il secondo controsoggetto, anche questo con un spiccato carattere sincopato come il primo.[batt. 20-24]

#### Primo episodio
Dopo la conclusione dell'esposizione dell'ultima voce della fuga (misura 23) appare il primo episodio. Le prime 8 misure non sono altro che il proseguimento del tema della fuga. A misura 32 riprende la "sezione centrale della fuga", ossia il tema della fuga stessa ma con l'accento del soggetto spostato: il soggetto non inizia sul primo quarto ma sul terzo, mentre l'armonia si sposta dalla dominante (fa maggiore) verso la mediante (re bemolle maggiore) per modulare definitivamente alla sensibile, ossia la bemolle maggiore (il re bemolle è la dominante di la bemolle): a misura 38 la nuova armatura di chiave è formata da 4 bemolle (la bemolle maggiore).

#### Secondo episodio
Nella conclusione del primo episodio ritorna il tema ancora una volta con gli accenti spostati: ora inizia sul secondo quarto mentre viene confermata la tonalità di la bemolle maggiore. Dopo poche battute inizia il secondo episodio.[batt. 50-57]
Al centro del secondo episodio con un cambio di armatura di chiave (sol bemolle maggiore - la sopradominante rispetto alla tonica di partenza) a misura 70 e con un salto di decima arpeggiato (sul sol bemolle maggiore) inizia un "interludio" (o episodio indipendente). Dopo nove battute (a misura 79) riappare il tema per aggravamento (le note durano il doppio) trasposto ad una terza sotto la tonalità d'impostazione dell'interludio (mi bemolle minore).[batt. 69-83]

#### Terzo episodio
Nell'interludio (parte finale del secondo episodio) si raggiunge un primo "possente momento culminante": a misura 97 il tema appare in "forma di stretto" (in rapida successione) e raggiunte una prima volta il do più basso della tastiera (la nota più grave del pianoforte dell'epoca). Inizia quindi il terzo episodio a misura 102 dove "il basso sale in un passaggio di trilli di straordinaria violenza, per note che sono ciascuna la dominante della successiva (do, fa, si bemolle, mi bemolle)". In questa fase "si verificano le combinazioni sonore più rivoluzionarie che la musica europea doveva conoscere fino ai giorni di Schönberg". Si raggiunge così il la bemolle maggiore (altro cambio in armatura di chiave) tonalità in cui viene elaborato ulteriormente il materiale dell'interludio (parte centrale del terzo episodio) che originariamente era in sol bemolle maggiore.[batt. 96-112]
Da misura 115 a misura 137 viene ripreso il materiale dell'interludio. Un precedente cambio dell'armatura di chiave (a misura 135) introduce la tonalità di si (o do bemolle) minore; in questo ambiente armonico appare una nuova versione del tema della fuga per moto retrogrado (o versione cancrizzante ossia il tema inizia con l'ultima nota) nella mano sinistra e contemporaneamente la mano destra presenta come controsoggetto un nuovo tema cantabile.[batt. 139-145]

#### Quarto episodio
La parte centrale del quarto episodio (iniziata a misura 165) è dedicata all'elaborazione dell'episodio derivato dal cancrizans. A misura 181 nell'armonia di re maggiore si ha un ritorno del tema della fuga nella sua forma originale, mentre a misura 193 il tema viene sviluppato per moto contrario o inversione (se prima le semicrome scendevano, ora salgono; e il salto iniziale di decima verso l'alto ora si inverte in una discesa di decima). L'armonia ora è sol maggiore (quindi una terza sotto la tonica).[batt. 193-197]
Un breve ritorno del tema (sempre in forma inversa) a misura 208, segna la fine del quarto episodio e l'inizio del quinto.

#### Quinto episodio
Il quinto episodio (misura 211) si apre con un breve sviluppo degli arpeggi di biscrome del tema per moto contrario. In questa fase un ulteriore cambio dell'armatura di chiave, mi bemolle maggiore a misura 215, fa scendere ulteriormente l'armonia di un'altra terza (dalla tonica). La dinamica si accresce finché "un vortice di decime ascendenti e discendenti si arresta su un accordo di la maggiore", dominante di re maggiore (armonia del prossimo episodio) una terza dalla tonica (si bemolle). [batt. 227-234]
La "cesura" non potrebbe essere più evidente, e infatti quello che segue (una corda - sempre dolce e cantabile) è "un soggetto assolutamente nuovo, calmo e soavemente scorrevole". La scrittura di questo brano è sempre a tre voci e anche questo è strutturato per terze discendenti.[batt. 235-243]
A misura 264 dopo una modulazione ricompare la tonica di base (si bemolle maggiore) e il tema della fuga in una doppia fuga in quanto continua ad essere presente anche il "dolce" tema in re maggiore. [batt. 264-268]
A misura 279 il tema della fuga si presenta da solo: uno stretto contemporaneamente per moto retto e moto contrario. I due soggetti sono suonati a distanza di un quarto, prima alla dominante fa (misura 279) e poi alla tonica si bemolle (misura 285).[batt. 279-287]

#### Sesto episodio e Finale
L'ultimo episodio (misure 289 - 317) riprende (ed elabora per l'ultima volta) i vari elementi del tema della fuga prima della "perorazione finale". Per alcuni commentatori il sesto episodio rientra già nella "perorazione finale". In questo finale (da misura 318) "il soggetto viene continuamente frammentato in una libera fantasia di agitazione crescente". Ad esempio a misura 330 la forma originale e la sua inversione sono suonate simultaneamente. Una cesura (in realtà si tratta di una cadenza assolutamente improvvisa e inattesa) a misura 353 indica l'inizio della "Coda finale" dove un pedale doppio (trillo) sia di tonica che di dominante prepara una breve apparizione del tema nella tonalità "napoletana" di do bemolle (a misura 359). Il rallentamento drammatico delle ultime 12 battute è scritto esplicitamente da Beethoven facendo suonare il tema come se il tempo fosse 4/4.[batt. 357-377]

### Schema riassuntivo
| Parte        | Sezione                | Sottosezione                                           | Grado                                  | Tonalità                           | Battute:da-a |
| ------------ | ---------------------- | ------------------------------------------------------ | -------------------------------------- | ---------------------------------- | ------------ |
| Introduzione | Primo interludio       |                                                        | V (dominante) => I (tonica)            | fa magg. => si magg.               | 1 – 12       |
| Introduzione | Secondo interludio     |                                                        | V (dominante) => I (tonica)            | fa diesis magg. => si magg.        | 12 - 19      |
| Introduzione | Terzo interludio       |                                                        | VI (sopradominante) => VII (sensibile) | sol diesis minore => la magg.      | 19 - 29      |
| Introduzione | Quarto interludio      | Interludio                                             | VII (sensibile) => V (dominante)       | la magg. => fa magg.               | 29 - 36      |
| Introduzione | Quarto interludio      | Introduzione alla fuga                                 | V (dominante) => I (tonica)            | fa magg. => si b magg.             | 37 - 41      |
| Fuga         | Esposizione della fuga | Prima voce                                             | I (tonica)                             | si bemolle maggiore                | 1 - 10       |
| Fuga         | Esposizione della fuga | Risposta (seconda voce) e primo controsoggetto         | V (dominante)                          | fa maggiore                        | 11 - 19      |
| Fuga         | Esposizione della fuga | Terza voce e secondo controsoggetto                    | I (tonica)                             | si bemolle maggiore                | 20 - 23      |
| Fuga         | Primo episodio         | Prolungamento del tema e dei controsoggetti della fuga | I (tonica)                             | si bemolle maggiore                | 24 - 32      |
| Fuga         | Primo episodio         | Incisi iniziali della fuga con accento spostato        | V (dominante) => VII (sensibile)       | fa maggiore => la bemolle magg.    | 32 - 56      |
| Fuga         | Secondo episodio       | Incisi iniziali della fuga con accento spostato        | VII (sensibile)                        | la bemolle magg.                   | 56 - 69      |
| Fuga         | Secondo episodio       | Interludio                                             | VI (sopradominante)                    | sol bemolle magg.                  | 70 - 79      |
| Fuga         | Secondo episodio       | Tema per aggravamento                                  | IV (sottodominante)                    | mi bemolle minore                  | 79 - 95      |
| Fuga         | Secondo episodio       | Forma di stretto                                       | I (tonica)                             | si bemolle minore                  | 95 - 101     |
| Fuga         | Terzo episodio         | Incisi iniziali della fuga                             | I (tonica)                             | si bemolle minore                  | 101 - 114    |
| Fuga         | Terzo episodio         | Ripresa dell'interludio                                | VII (sensibile)                        | la bemolle maggiore                | 115 - 137    |
| Fuga         | Terzo episodio         | Forma cancrizzante del tema e un nuovo controsoggetto  | I (tonica)                             | si minore                          | 138 - 164    |
| Fuga         | Quarto episodio        | Sviluppo della forma cancrizzante                      | I (tonica)                             | si minore                          | 165 - 180    |
| Fuga         | Quarto episodio        | tema della fuga per moto retto                         | III (mediante)                         | re maggiore                        | 181 - 192    |
| Fuga         | Quarto episodio        | tema della fuga per moto contrario                     | VI (sopratonica)                       | sol maggiore                       | 193 - 210    |
| Fuga         | Quinto episodio        | Sviluppo della forma a moto contrario                  | IV (sottodominante) => VII (sensibile) | mi bemolle maggiore => la maggiore | 211 - 233    |
| Fuga         | Quinto episodio        | Nuovo tema a tre voci                                  | III (mediante)                         | re maggiore => la maggiore         | 235 - 263    |
| Fuga         | Quinto episodio        | Fuga doppia                                            | I (tonica)                             | si bemolle maggiore                | 264 - 279    |
| Fuga         | Quinto episodio        | Forma di stretto per moto retto e moto contrario       | I (tonica)                             | si bemolle maggiore                | 279 - 289    |
| Fuga         | Sesto episodio         | Elaborazione finale degli elementi della fuga          | I (tonica)                             | si bemolle maggiore                | 289 - 317    |
| Fuga         | Finale                 | Perorazione finale                                     | I (tonica)                             | si bemolle maggiore                | 318 - 353    |
| Fuga         | Finale                 | Coda finale                                            | I (tonica)                             | si bemolle maggiore                | 353 - 385    |